# Hafen von Danzig

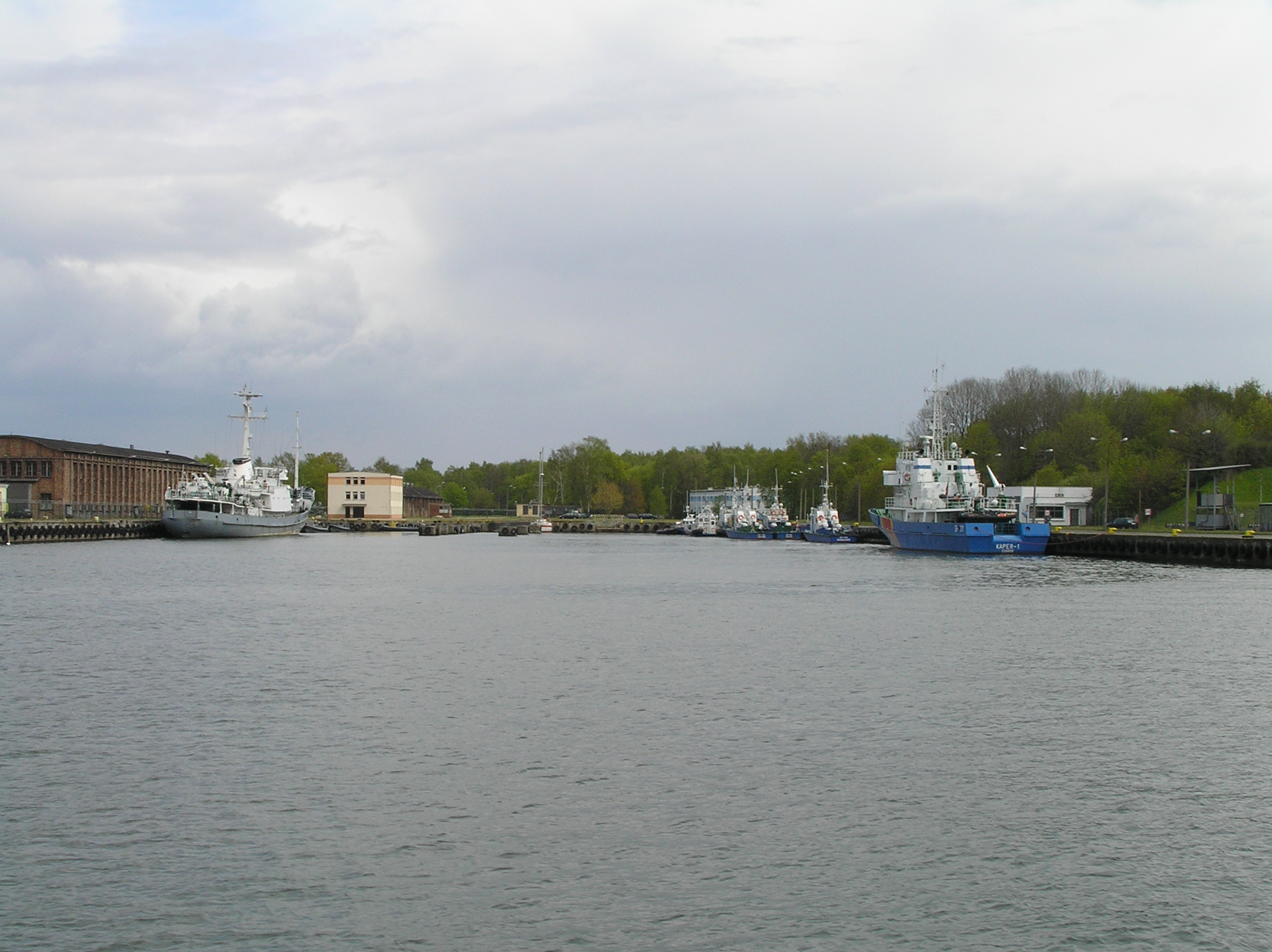
Militärischer Teil des Danzigers Hafens, der sogenannte „Munitionshafen“

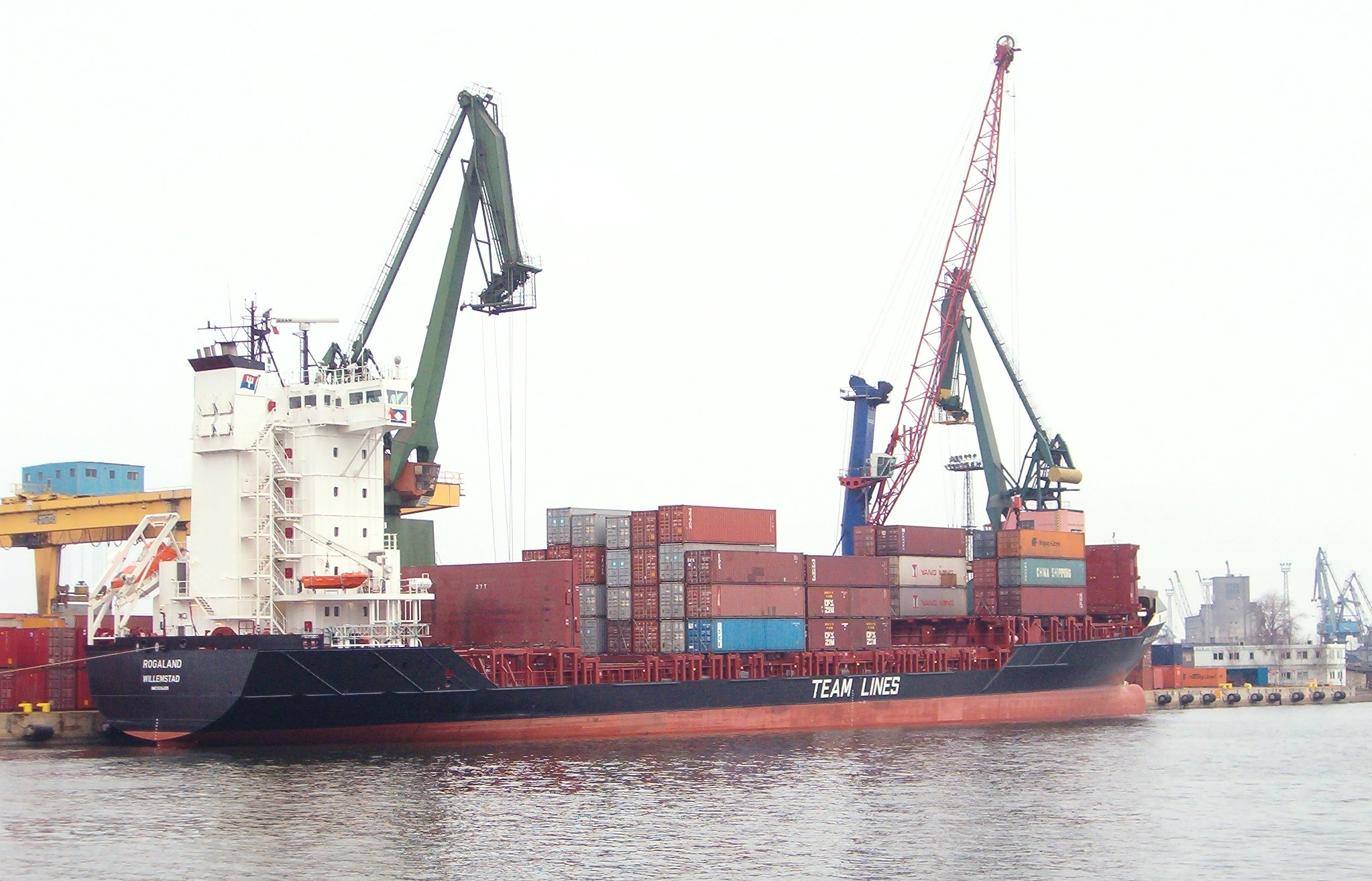
Containerterminal GTK an der Toten Weichsel

Der Hafen von Danzig (polnisch Port Gdańsk) ist der größte Hafen Polens und der viertgrößte an der Ostsee.

## Lage und Ausstattung
Der Danziger Hafen liegt an der südlichen Ostseeküste. Nach Plänen der Europäischen Union spielt der Hafen eine wichtige Rolle im Transport Corridor No. 6, der die skandinavischen Länder mit Süd- und Mitteleuropa verbindet.
Der Hafen hat eine Landfläche von 652 Hektar und eine Wasserfläche von 412 Hektar. Die Gesamtlänge aller Kais beträgt 23,9 Kilometer. Im inneren Hafen können Schiffe mit einem Tiefgang von bis zu 10,2 m, im äußeren Hafenbecken mit bis zu 15 m anlegen. Der Danziger Hafen ist ganzjährig eisfrei. Es gibt zwei Containerterminals, den seit 2007 im Nordhafen befindlichen Deepwater Container Terminal (DCT Gdansk) und den älteren, im Inneren Hafen liegenden Gdansk Container Terminal (GTK). Daneben besteht Infrastruktur für Schwerlastumschlag, Schüttgut und andere Güter. Außerdem legen hier Passagierfähren, RoRo-Schiffe und Autotransporter an.
Der Hafen besitzt einen von der polnischen Marine genutzten Teil.

### Innerer Hafen
Der im nordwestlichen Bereich der Toten Weichsel liegende Gdansk Container Terminal (Gdański Terminal Kontenerowy = GTK) ist seit der Inbetriebnahme des DCT im Nordhafen nur noch von untergeordneter Bedeutung. Die Wassertiefe beschränkt die Zufahrt auf Schiffe mit 9,2 Meter Tiefgang und einer Tragfähigkeit unter 20.000 Tonnen. Auf der Insel Ostrów befindet sich die Reparaturwerft Gdańska Stocznia Remontowa SA.

### Nordhafen
Der Port Północny (Nordhafen) ist der größere und moderne Teil des Danziger Hafens und liegt direkt an der Ostseeküste auf der Wyspa Portowa (Hafeninsel). Hier befinden sich die Kaianlagen für den Umschlag von Flüssiggas, Kohle, Treibstoffen und weiteren Gütern sowie das Hafenamt mit Leuchtturm. Der im südöstlichen Bereich liegende Deepwater Container Terminal Gdansk (DCT Gdansk) bietet in der gegenwärtigen (2014) Ausbaustufe (DCT 1) zwei Liegeplätze mit einer Tiefe von 16,5 m an einer 650 m langen Kaianlage. Bis 2016 wird westlich daneben der DCT 2 mit ebenfalls 650 m Kailänge gebaut. Die jährliche Umschlagkapazität wird dann bei 3 Mio. TEU liegen.

## Umschlag-Zahlen
Im Jahr 2018 wurde mit insgesamt 49,03 Millionen Tonnen umgeschlagener Güter ein Umschlagrekord erreicht. Davon waren 21,58 Mio. t Stückgut einschließlich Holz, 15,51 Mio. t Flüssiggut, 7,18 Mio. t Kohle und 3,92 Mio. t anderes Massengut. 2017 waren es insgesamt 40,6 Mio. t (2014: 32,2 Mio. t, 2012: 26,9 Mio. t, 2008 17,78 Mio. t). Die Umschlagkapazität lag 2010 im inneren Hafen bei 11,5 Mio. Tonnen und im Nordhafen bei 48,5 Mio. Tonnen. Die TEU-Anzahl der umgeschlagenen Container lag im Jahr 2014 bei 1,2 Mio. TEU, 2018 waren es bereits knapp 2 Mio. TEU.
Der Modal Split beim Hinterlandverkehr lag im Jahr 2016 bei 31 % Eisenbahn (+ 3 % gegenüber dem Vorjahr), 29 % Lkw-Verkehr (+ 5 %) und 40 % in Pipelines (− 8 %).

## Passagier- und Fährverkehr
Vom Hafen verkehren im Nahverkehr Schiffe hauptsächlich auf den touristischen Routen Richtung Westerplatte, Sopot und Gdynia.
Ferner besteht eine regelmäßige Fährverbindung zwischen dem schwedischen Nynäshamn und Danzig.

## Geschichte

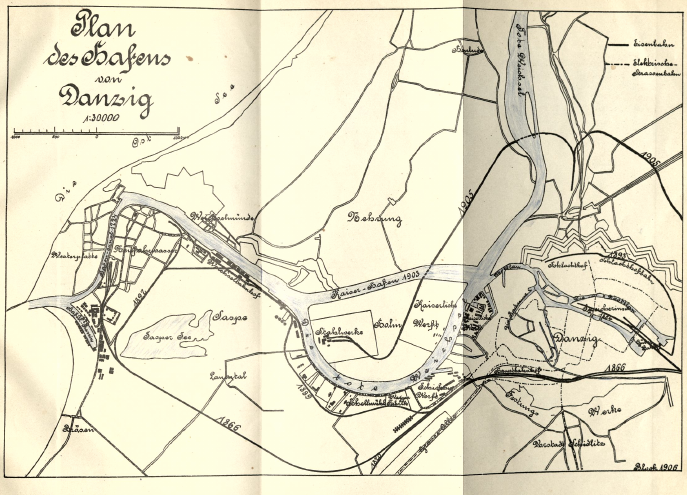
Karte 1906

Auf der dem Danziger Hafen vorgelagerten Halbinsel Westerplatte befand sich in den 1930er Jahren ein Munitionslager der Polnischen Marine. Der Beschuss des dortigen polnischen Munitionslagers durch die deutsche Kriegsmarine am 1. September 1939 gilt als Beginn des Zweiten Weltkrieges.